# Franz Halder
Franz Ritter Halder (30. juni 1884 – 2. april 1972) var en tysk general. Han var leder af den tyske hærs overkommando (OKH) fra 1938 til september 1942, hvor han blev afskediget efter hyppige uoverensstemmelser med Adolf Hitler.

## Tidlige år
Halder blev født i Würzburg som søn af general Max Halder. I 1902 kom han til 3. kongelige bayerske feltartilleriregiment i München. Han blev forfremmet til løjtnant i 1904 efter eksamen fra krigsskolen i München, hvorefter han kom på artilleriskole (1906–1907) og det bayerske Krigsakademi (1911–1914), begge i München.

## 1. Verdenskrig
I 1914 under 1. Verdenskrig blev Halder materialofficer og gjorde tjeneste i hovedkvarteret for det bayriske 3. Armékorps. I august 1915 blev han forfremmet til kaptajn ved generalstaben for kronprinsen af Bayerns 6. infanteridivision. I 1917 gjorde han tjeneste som generalstabsofficer i hovedkvarteret for 2. Armé, inden han blev overført til 4. Armé.

## Mellemkrigsårene
I 1919-1920 gjorde Halder tjeneste i Reichswehr, krigsministeriets træningssektion. I 1921-1922 var han instruktør i taktik i Wehrkreis VII i München. Halder blev forfremmet til major i marts 1924, og i 1926 fungerede han som Oberquartiermeister for operationer for generalstaben i Wehrkreis VII i München. I februar 1929 blev han forfremmet til oberstløjtnant, og fra oktober samme år og til slutningen af 1931 gjorde han tjeneste ved træningsstaben i Reichswehr-ministeriet.
Efter at være blevet forfremmet til oberst i december 1931, gjorde Halder tjeneste som stabschef i Wehrkreis Kdo VI, i Münster (Westfalen) indtil begyndelsen af 1934. I 1930'erne gik det tyske militær ud fra, at Polen måske ville angribe det isolerede Østpreussen. På den baggrund gennemgik de planer for Østpreussens forsvar.
Som generalmajor fra oktober 1934 gjorde Halder tjeneste som kommandør for 7. Infanteridivision i München.
Halder var anerkendt som en dygtig stabsofficer og planlægger, og i 1936 blev han forfremmet til generalløjtnant og direktør for manøvrestaben. Kort tid efter blev han direktør for træningssektionen ved hærens generalstab i Berlin mellem oktober 1937 og februar 1938. Han ledede vigtige træningsmanøvrer, de største der var afholdt siden genindførelsen af værnepligten i 1935.
Den 1. februar 1938 blev Halder general i artilleriet. Heromkring arbejdede general Wilhelm Keitel med at reorganisere ledelse af den tyske hær. Keitel havde bedt Halder om at blive chef for generalstaben for operationer, træning og forsyning og rapportere til general Walter von Reichenau. Det afslog Halder, fordi han følte, at han ikke kunne arbejde med Reichenau på grund af dårlig kemi. Da Keitel anerkendte Halders overlegne evner som militær planlægger, fik han general Walther von Brauchitsch udnævnt som øverstkommanderende for den tyske hær. Nu accepterede Halder at blive chef for generalstaben Oberkommando des Heeres OKH den 1. september 1938 og afløste general Ludwig Beck.
En uge efter præsenterede Halder en plan for Hitler om at invadere Tjekkoslovakiet med en knibtangsmanøvre udført af general Gerd von Rundstedt og general Wilhelm Ritter von Leeb. Men Hitler bestemte, at Reichenau skulle gennemføre hovedangrebet mod Prag. Det blev ikke nødvendigt, da den britiske premierminister Neville Chamberlain ved München-aftalen opgav Sudeterlandet til Tyskland. Lige inden Chamberlain gav efter for Hitler, overvejede Halder og flere andre generaler at fjerne Hitler fra magten. Den 29. september gav Chamberlain efter for Hitlers krav. Dermed mente Halder, at muligheden for at blive af med Hitler var tabt. Han lagde hovedet ned på skrivebordet og brast i gråd.  To dage senere, den 1. oktober, gik tyske tropper ind i Sudeterlandet.
Halder mente, at Hitler var både sindssyg og ond. Han fortalte general Helmuth Groscurth, at Hitler og Göring agtede at "tilintetgøre og udrydde det polske folk".  I august 1938 havde Hitler begyndt at tale om at erobre Tjekkoslovakiet, men general Beck var imod det. Beck skrev også et notat, hvor han anbefalede generalerne at nægte at adlyde Hitler, hvis han beordrede dem til at invadere Tjekkoslovakiet. "Unormale tider kræver handlinger, der også er udenfor det normale," skrev han. Samlet modstand ville frelse dem alle fra "blodskyld". Hitler fik det at vide og forlangte Becks afgang. Beck overlod stilfærdigt kommandoen til Halder. "Nu afhænger alt af Dem," sagde han. Halder rådførte sig med andre, der også ønskede Hitler afsat; men de ville iværksætte et kup straks, mens Halder først ville se ubestridelige bevis for, at Hitler agtede at føre landet ud i en ny verdenskrig. Desuden var gruppen splittet i tre fraktioner: Halder og Beck ville have Hitler arresteret og stillet for retten; en anden gruppering ville have ham undersøgt af psykiater og erklæret sindssyg; mens en tredje ville have ham myrdet med det samme. 

## 2. verdenskrig
I foråret 1939 deltog Halder i skitseringen af planer for en invasion af Polen. Halder udtalte, at polske soldater var dumme og mente, at krigen kunne være ovre i løbet af 2-3 uger.
Den 1. september 1939 invaderede Tyskland Polen, og derved startede 2. verdenskrig. Den 10. september noterede Halder i sin dagbog, at SS-lederen Reinhard Heydrich havde fortalt ham, at SS nu begyndte sin kampagne for at rense Polen for jøder og alle intellektuelle. Det førte efter krigen til kritik af, at Halder kendte til drabene på jøder meget tidligere, end han ville indrømme under forhør efter krigen, og af, at han undlod at protestere. I sin dagbog noterede Halder sin tvivl "om de af Himmler påtænkte tiltag". 
I november 1939 konspirerede Halder med general Brauchitsch. Halder ville støtte ham, hvis Brauchitsch ville begrænse Hitlers planer om udvidelse af krigen. Men Brauchitsch afviste Zossen-konspirationen. Selv om Halder var mod Hitlers planer om udvidelse af krigen, havde han som alle officerer aflagt en personlig troskabsed til Hitler og følte sig ude af stand til at handle mod Føreren personligt.
I slutningen af 1939 tilså Halder udviklingen af planerne om invasion af Frankrig, Holland, Belgien og Balkan. I begyndelsen tvivlede Halder om, at Tyskland med held kunne invadere Frankrig. General Erich von Mansteins dumdristige plan om at invadere Frankrig gennem Ardennerne blev en succes og førte til erobringen af Frankrig. Halder skrev senere, at hæren blev fordærvet af uddelingen af "lukkede konvolutter med ekstraordinære belønninger", en månedlig bonus udbetalt fra en af Rigskancelliets specielle konti til generaler, der gjorde, som Hitler sagde. I virkeligheden tog Halder selv imod Rigskancelliets bestikkelser. 
Den 19. juli 1940 blev Halder forfremmet til generaloberst. I august begyndte han at arbejde på Operation Barbarossa, planen for en invasion af Sovjetunionen. For at begrænse hans muligheder for at kommandere styrker, valgte Hitler kort tid efter at indskrænke hans involvering i krigen til kun at udvikle slagplaner for Østfronten.
I oktober 1940 sendte lord Halifax et udkast til fredsforslag til generalerne Halder, Beck og von Brauchitsch: Det tilkendte Tyskland Østrig, dele af Polen og Tjekkoslovakiet, men en af forudsætningerne var, at Hitler selv skulle myrdes. Det ville generalerne ikke gå med til, og tilbuddet blev trukket tilbage. 
I sommeren 1942 fortalte Halder Hitler, at Føreren undervurderede antallet af sovjetiske enheder, mens Hitler hævdede, at Sovjetunionen var lige ved at bryde sammen. "Et ubeskriveligt had bygger sig op mod os," havde general Ulrich von Hassell skrevet i sin dagbog i marts 1941, og konstaterede, at han på det nærmeste havde opgivet Halder og von Brauchitsch – de var knapt andet end Hitlers lakejer.  I øvrigt kunne Hitler ikke lide Halders indvendinger mod at sende general Mansteins 11. hær til hjælp ved belejringen af Leningrad. Halder havde også ment, at det var uklogt at angribe ind i Kaukasus. Hitler mente nu ikke, at generalen længere havde den rette aggressive krigsmentalitet og sendte ham på pension i "Führer Reserve" den 24. september 1942.
Den 20. juli 1944 forsøgte en gruppe tyske officerer at myrde Hitler. Dagen efter blev Halder arresteret af Gestapo. Hitler anså Halder for at være en mulig leder, som kunne styrte ham, og Halder blev sendt i koncentrationslejren Flossenbürg og siden i Dachau. Da han i krigens sidste fase sad fængslet i Auschwitz, så han flag af aske og røg komme drivende ind i sin celle. Han kaldte det "menneskerøg". 
Den 31. januar 1945 blev Halder officielt afskediget fra hæren. Han og medlemmer af 20. juli-sammensværgelsen blev med andre prominente fanger overført til Tyrol, hvor amerikanske tropper overtog ham den 4. maj 1945,  efter at SS-vagterne var flygtet. Halder tilbragte de næste to år i en krigsfangelejr.

## Efter 2. verdenskrig
I 1950'erne arbejdede Halder som krigshistorisk rådgiver ved den amerikanske hærs historiske division. Han døde i 1972 i Aschau im Chiemgau i Bayern.

## Bøger
Halder udgav Hitler als Feldherr, 1949, og Kriegstagebuch i tre bind 1962-1964. Den amerikanske historiker William Shirer brugte krigsdagbøgerne som en væsentlig kilde til standardværket The Rise and Fall of the Third Reich.
Den britiske forfatter Hugh Trevor-Roper skrev: "Halder er en militær snob, som tror, at ingen amatør nogensinde kan forstå krigens mysterier." Forfatteren Kenneth Macksey skrev: "Hurtig, snedig og vittig, han var en enestående dygtig specialist i operationelle og træningsmæssige forhold og søn af en udmærket general. Han støttede Becks modstand mod Hitler, men da det kom til stykket, var han ikke nogen rigtig hjælp. Selv om han flirtede med dem, som var mod Hitler, rettede han ind efter partilinjen, da der blev udøvet det allerhøjeste pres for at få tilbageleveret Sudeterlandet og dets tyske indbyggere til Tyskland fra tjekkerne."
Andre kilder: Christian Hartmann and Sergei Slutsch, Franz Halder und die Kriegsvorbereitungen im Frühjahr 1939. Eine Ansprache des Generalstabschefs des Heeres in the journal Vierteljahrshefte für Zeitgeschichte (July 1997); Christian Hartmann, Halder: Generalstabschef Hitlers: 1939-1942, (1991), og Hitler's Generals, redigeret af Correlli Barnett.
Historikerne Ronald Smelser og Edward J. Davies II argumenterer i The Myth of the Eastern Front, Cambridge University Press, 2008, for, at Halder efter 1945 spillede en nøglerolle i skabelsen af det urigtige og mytiske billede af den tysk-sovjetiske krig, hvori Wehrmacht stort set var uden skyld i Tysklands nederlag og krigsforbrydelser.